# Sony Alpha DSLR-A300
Sony Alpha DSLR-A300 — цифровой зеркальный фотоаппарат разработанный фирмой Sony. Камера относится к начальному уровню и призвана дополнить линейку камер этого класса также включающую в себя А200 и А350. А300 была анонсирована в январе 2008 года.

## Отличия от А200
- Камера поддерживает технологию LiveView, позволяя наводить камеру не только с помощью зеркального видоискателя, как во всех предыдущих DSLR Sony, но и с помощью LCD дисплея сзади фотоаппарата.
- Дисплей камеры отклоняется в вертикальной плоскости, облегчая съёмку с различных положений.

## Отличия от А350
- Применена 10-мегапиксельная матрица (у А350 — 14 мегапикселей).

## Ссылки

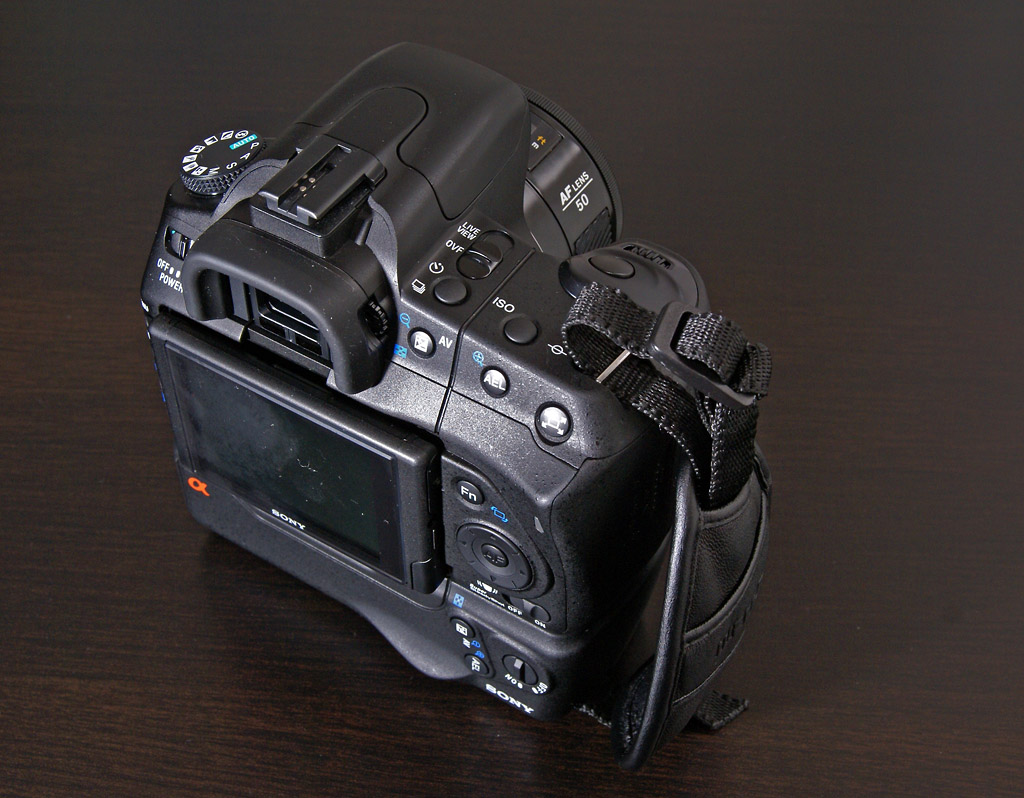
Вид сзади